# Саарде (волость, 2017)
Са́арде (эст. Saarde vald) — волость в Эстонии в составе уезда Пярнумаа. Образована в 2017 году. Административный центр — город Килинги-Нымме.

## География
Расположена на юго-западе Эстонии, на Пярнуской низменности. Рельеф ровный и относительно однообразный. Бо́льшую часть территории волости (78 %) составляют леса, доля возделываемой земли — 13 %. Крупнейшие реки волости: Рейу и Халлисте, самые большие озёра: Камали (13,9 га), Раэ (9,8 га), Саарде (6,1 га), Тылла (4,9 га) и водохранилище Сурью (4,8 га).
Площадь волости — 1064,80 км², плотность населения на 1 января 2024 года составила 4,1 чел./км².
Граничит с волостями Хяэдемеэсте, Мулги, Пыхья-Сакала и муниципалитетом Пярну, на юге — с Латвийской Республикой.
На территории волости находится небольшая часть заповедника Луйтемаа.

## История
Волость Саарде была основана в 2017 году в результате административно-территориальной реформы путём слияния волостей Саарде и Сурью. Административный центр волости — город Килинги-Нымме.
Историческое русское название волости Саарде во времена Российской империи — Куркундская волость (нем. Kurkund, Gemeinde).

## Символика
Герб: в центре зелёного геральдического щита золотая шагающая рысь.

Флаг: на зелёном полотнище жёлтая полоса и три в противоположных цветах ели поверху. Соотношение сторон флага 7:11.

Рысь является символом волости. Зелёный цвет символизирует богатство лесами. Жёлтая полоса символизирует реку Рейу, золотой цвет — отсылка к Пярнумаа. Автор символики Тыну Лаук (Tõnu Lauk).

## Населённые пункты
В составе волости один внутриволостной город, один посёлок и 35 деревень.

Город: Килинги-Нымме.

Посёлок: Тихеметса.

Деревни: Алликукиви, Веэликсe, Вийсирейу, Вяльякюла, Илвезе, Йяэрья, Калда, Калита, Камали, Канакюла, Кикепера, Кывери, Кярсу, Лайксааре, Ланксааре, Лейпсте, Лодья, Ляхкма, Марана, Марина, Метсаээре, Мустла, Ойссааре, Пихке, Рабакюла, Рейну, Ристикюла, Саарде, Саунаметса, Сигасте, Сурью, Тали, Туулику, Тылла, Яамакюла.

## Демография по данным Регистра народонаселения
По данным Регистра народонаселения, который ведёт Министерство внутренних дел Эстонии, по состоянию на 1 января 2018 года в волости было зарегистрировано 4722 жителя. За пять предшествовавших этому лет численность населения волости снизилась на 12 %, и эта тенденция сохраняется. В период 2001—2016 годов естественный прирост населения и сальдо миграции были постоянно негативными.
В 2017 году в волости Сурью, вошедшей в новую волость Саарде, средний возраст мужчин составлял 38 лет, женщин — 42 года; соответственные показатели бывшей волости Саарде: 42 года и 49 лет. В период 2012—2017 годов число жителей волости в возрасте 5—14 лет постоянно было в 2 раза меньше числа жителей в возрасте 55—64 года.

## Данные Департамента статистики
Данные Департамента статистики Эстонии о волости Саарде:
Число жителей на 1 января каждого года:
| Год  | 2016 | 2017   | 2018   | 2019   | 2020   | 2021   | 2022   | 2023   | 2024   |
| ---- | ---- | ------ | ------ | ------ | ------ | ------ | ------ | ------ | ------ |
| Чел. | 4837 | ↘ 4768 | ↘ 4636 | ↘ 4546 | ↘ 4505 | ↘ 4455 | ↘ 4349 | ↗ 4393 | ↘ 4386 |

Число рождений (живорождённых):
| Год  | 2015 | 2016 | 2017 | 2018 | 2019 | 2020 | 2021 | 2022 | 2023 |
| ---- | ---- | ---- | ---- | ---- | ---- | ---- | ---- | ---- | ---- |
| Чел. | 38   | ↗ 50 | ↘ 26 | ↗ 46 | ↘ 39 | ↘ 38 | ↗ 41 | ↘ 36 | ↘ 20 |

Число умерших:
| Год  | 2015 | 2016 | 2017 | 2018 | 2019 | 2020 | 2021 | 2022  | 2023 |
| ---- | ---- | ---- | ---- | ---- | ---- | ---- | ---- | ----- | ---- |
| Чел. | 73   | ↗ 83 | ↘ 74 | ↘ 69 | ↗ 81 | ↘ 67 | ↗ 76 | ↗ 104 | ↘ 78 |

Зарегистрированные безработные:
| Год  | 2016 | 2017 | 2018 | 2019 | 2020 | 2021 | 2022 | 2023 |
| ---- | ---- | ---- | ---- | ---- | ---- | ---- | ---- | ---- |
| Чел. | 100  | 129  | 131  | 122  | 151  | 171  | 135  | 195  |

*2015—2019 годы — среднегодовое число, с 2020 года — на 1 января.

Средняя брутто-зарплата работника:
| Год  | 2016 | 2017   | 2018   | 2019   | 2020   | 2021   | 2022   |
| ---- | ---- | ------ | ------ | ------ | ------ | ------ | ------ |
| Евро | 962  | ↗ 1032 | ↗ 1074 | ↗ 1140 | ↗ 1174 | ↗ 1239 | ↗ 1333 |

В 2019 году волость Саарде стояла на 57 месте по величине средней брутто-зарплаты работника среди 79 муниципалитетов Эстонии.
Число учеников в школах:
| Год  | 2015 | 2016  | 2017  | 2018  | 2019  | 2020  | 2021  | 2022  | 2023  | 2024  |
| ---- | ---- | ----- | ----- | ----- | ----- | ----- | ----- | ----- | ----- | ----- |
| Чел. | 433  | ↘ 418 | ↘ 411 | → 411 | ↘ 400 | → 400 | ↘ 397 | ↗ 422 | ↗ 424 | ↘ 407 |

## Инфраструктура

### Образование
В волости работает 3 детских сада, в 2017/2018 учебном году их посещали 159 детей. Общеобразовательные услуги предоставляют 2 учебных заведения: гимназия Килинги-Нымме и основная школа Сурью. В волостном центре работает музыкальная школа, число её учеников в 2018/2019 учебном году составило 65 человек.

### Медицина и социальное обеспечение
Медицинскую помощь первого уровня жителям волости оказывают 3 центра здоровья, 2 из которых находятся на территории волости: в Килинги-Нымме и Сурью. В первом работают 2 семейных врача с медсёстрами, во втором — один семейный врач и две медсестры. Центр здоровья Сурью расположен в одном здании с домом по уходу «Видевик» («Videvik»), и семейный врач является также его руководителем. В центре обслуживания деревни Тали находятся приёмные, в которых два раза в неделю семейный врач обслуживает жителей этого региона. В Килинги-Нымме дежурит бригада медсестёр отделения скорой помощи Пярнуской больницы. В волости оказываются зубоврачебные и сестринские услуги, работает 2 аптеки. Услуги врачей-специалистов и стационарное лечение можно получить в уездном центре — городе Пярну.
В доме по уходу в Килинги-Нымме 60 имеется мест, которые заполнены на 100 % практически круглый год, и число желающих получать его услуги растёт.
Дом по уходу «Видевик» на 34 места располагается на первом этаже бывшего главного здания мызы Сурью — двухэтажного деревянного дома, построенного в 1906 году на берегу водохранилища Сурью. Здание было передано на баланс волостной управы в 1995 году в связи с закрытием больницы Сурью. На втором этаже работает центр здоровья. Пожилой человек или инвалид, зарегистрированный в волости Саарде и проживающий в одном из волостных домов по уходу, оплачивает его услуги в размере 90-95 % своей пенсии.

### Культура, досуг и спорт
В волости есть 4 библиотеки: в Килинги-Нымме, Тихеметса, Тали и Сурью. Культурные мероприятия организуют: клуб Килинги-Нымме, народный дом Сурью, общинный дом Тали, Центр досуга Килинги-Нымме. Действуют сельские общества в деревнях Ляхкма, Саунаметса, Ристикюла, Метсаээпе, Марина, Ийризе, Кикепера и др.
Работают 12 спортклубов. В 2017 году в них насчитывалось 535 участников, из них мужчин — 323 и женщин — 212, взрослых — 174 и молодёжи — 361 человек.

### Жилая среда
По состоянию на 2017 год в собственности волости находилось 204,7 км дорог и улиц. Длина улиц составляла 35,4 км, длина асфальтированных дорог — 12,9 км. Протяжённость государственных шоссе, проходящих через волость, составляла 217,1 км. Уличное освещение имеется в городе Килинги-Нымме, посёлке Тихеметса и в деревнях Тали, Лодья, Тылла, Сурью и Яамакюла.
К 2018 году протяжённость дорог и улиц волости составила 216,3 км.
По территории волости должен пройти отрезок железной дороги Rail Baltica NR2 — Саарде—Хяэдемеэсте.
Системы центрального водоснабжения и канализации есть в городе Килинги-Нымме, в посёлке Тихеметса и в деревнях Саарде и Сурью. Центральное водоснабжение имеется в деревнях Яамакюла и Рабакюла. По состоянию на сентябрь 2019 года систем центрального отопления в волости не было.
В Килинги-Нымме работает почтовая контора компании «Omniva», в посёлке Тихеметса и деревне Тали — её почтовые пункты.
Интернет-связь есть в Килинги-Нымме, Тихеметса, Тали и Сурью (проведён волоконно-оптический кабель). C мобильной связью имеются проблемы в малонаселённых районах.
По данным Департамента полиции за 2015 год, уровень преступности в обоих муниципалитетах, образовавших новую волость, был ниже среднего по Эстонии.

## Экономика
Важнейшими сферами предпринимательства в волости являются сельское и лесное хозяйство; одним из приоритетов является развитие сектора туристических услуг.
Крупнейшие работодатели волости по состоянию на 31 марта 2020 года:
| Предприятие/организация                    | Вид деятельности                                                                   | Численность работников |
| ------------------------------------------ | ---------------------------------------------------------------------------------- | ---------------------- |
| OÜ Helmetal IMS                            | Производство металлических конструкций, монтаж промышленной техники и оборудования | 99                     |
| Saarde Vallavalitsus                       | Волостная управа; орган государственного управления                                | 74                     |
| Kilingi-Nõmme Gümnaasium                   | Гимназия                                                                           | 73                     |
| Osaühing Surju PM                          | Разведение молочных пород скота                                                    | 41                     |
| SA Kilingi-Nõmme Tervise- ja Hoolduskeskus | Оказание сестринской помощи                                                        | 39                     |

## Достопримечательности
Памятники культуры:
- церковь святой Екатерины в деревне Саарде

Возведена в 1858—1859 годах на месте старой церкви, построенной в 1684 году;
- мыза Тигниц (Волтвети, также Тихеметса)

Богатый зданиями мызный ансамбль Тигниц (нем. Tignitz) возведён в основном в первой половине XIX столетия. Первые сведения о мызе относятся к 1563 году. В 1631 году мызу приобрёл ротмистр Дитрих Вольфельдт (Dietrich Wolffeldt), от фамилии которого и появилось эстонское название Волтвети (эст. Voltveti mõis). Другое эстонское название мызы — Тихеметса (эст. Tihemetsa mõis) — произошло от немецкого Тигниц. После Северной войны мыза принадлежала фон Крюденеру (Krüdener), в 1786 году её приобрело семейство фон Штриков (Stryk), в руках которого она находилась до земельной реформы 1919 года. Главное здание построено в 1830 году. После национализации с 1925 года в нём работала Лесная школа Волтвети, которую в 1939 году переименовали в Лесной техникум Тихеметса. В настоящее время там работает Учебный центр Волтвети Центра профобразования Пярнумаа. Для нужд школы в 1930—1970-х годах здание многократно перестраивалось и достраивалось;
- дом директора суконной фабрики Цёпфеля в деревне Алликукиви

Построен в 1858 году для директора суконно-камвольной фабрики Цёпфеля (Zoeppfel). В 1894 году фабрика сгорела. Во владении семейства Цёпфелей в качестве летней дачи здание находилось до 1939 года включительно, затем в нём разместилась начальная школа. В настоящее время здание использует основная школа Тихеметса.

## Галерея
- Церковь Саарде
- Главное здание мызы Тигниц (Волтвети)
- Памятник Эстонской освободительной войне в Килинги-Нымме
- Памятник Эстонской освободительной войне в деревне Алликукиви
- Здесь должна пройти железная дорога «Rail Baltica»
- Щебёночная дорога в деревне Илвезе
- Река Рейу у деревни Рабакюла

## Комментарии
1. ↑  Эстонские топонимы, оканчивающиеся на -а, в русском языке не склоняются[15], а род получают по родовому слову, например, деревне присваивается женский род, хотя в эстонском языке нет категории рода.